# Richard Beer-Hofmann

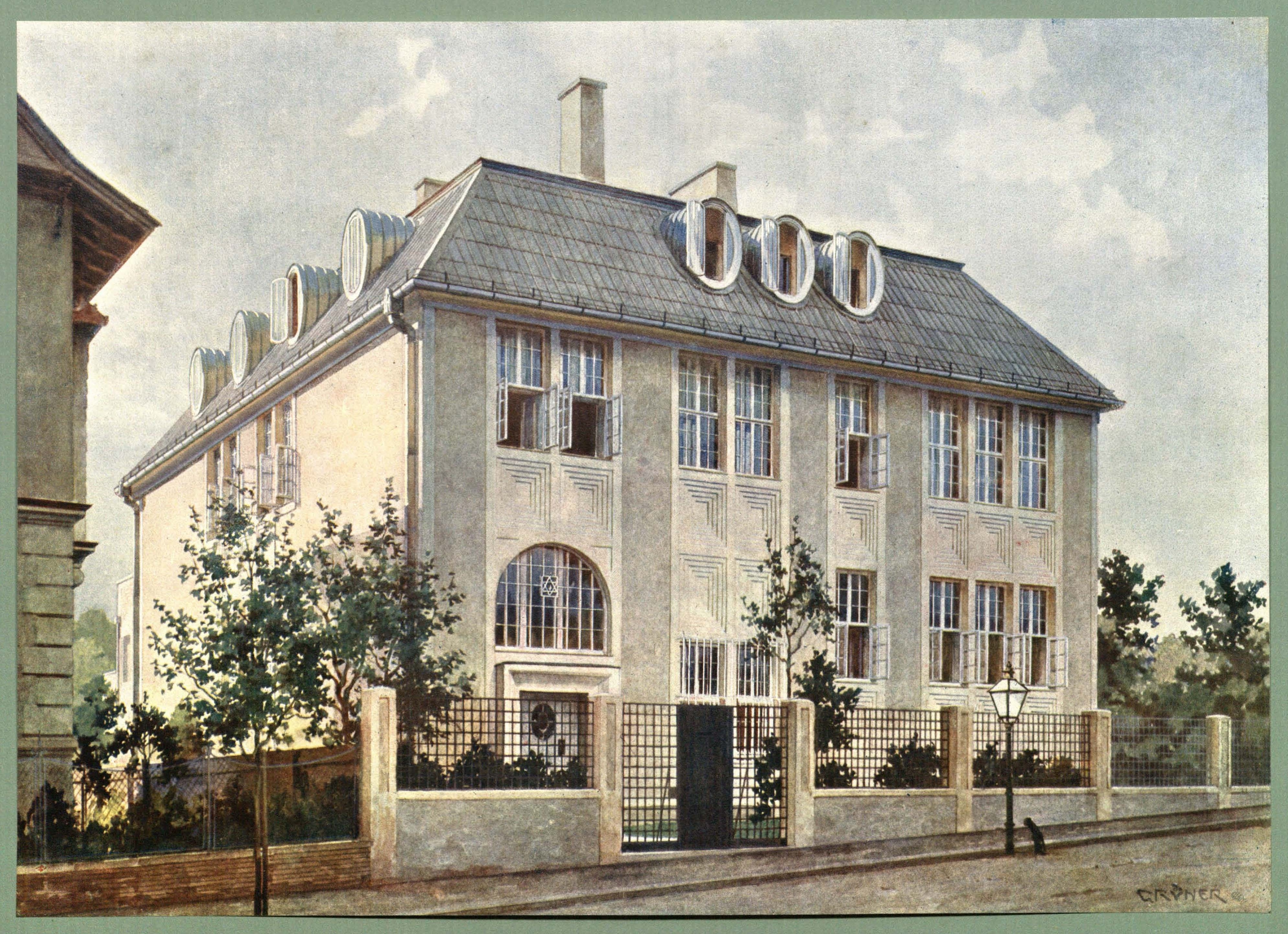
Villa de Beer-Hofmann à Währing (1905).

Richard Beer-Hofmann (né le 11 juillet 1866 à Vienne et mort le 26 septembre 1945 à New York) est un poète et dramaturge autrichien, membre du mouvement Jeune Vienne.

## Biographie
Sa mère décède prématurément et Richard Beer-Hofmann est élevé par la famille de sa tante à Brno et Vienne. 
Dans les années 1880, il étudie le droit à Vienne et obtient son doctorat en 1890. À cette époque il se lie d'amitié avec Hugo von Hofmannsthal, Hermann Bahr et Arthur Schnitzler avec lesquels il participe au mouvement littéraire Jeune Vienne.
Il commence par écrire des Novella, puis des nouvelles et de la poésie. Dans les années 1920, et jusqu'en 1932, il travaille comme directeur de théâtre pour le metteur en scène Max Reinhardt. 
En 1939, il émigre à New York après Zurich alors que son travail est banni en Autriche et en Allemagne. En 1945, il devient citoyen américain et meurt la même année.
Richard Beer-Hofmann a reçu plusieurs prix littéraires, comme le Volks-Schillerpreis en 1905 et un prix de l'Académie américaine des arts et des lettres en 1945. La fondation Beer-Hofmann est créée en 1946 à New York.

### Traductions françaises de textes de Beer-Hofmann
- Richard Beer-Hofmann, Maître et serviteur des ombres (poèmes, aphorismes, fragments en prose, conférences et discours), traduit de l'allemand et présentés par Jean-Yves Masson et Fedora Wesseler (édition bilingue), collection "Neige", Éditions Arfuyen, Paris-Orbey, 2014.

### Études
- Theodor Reik, Das Werk Richard Beer-Hoffmanns (« L'œuvre de Richard Beer-Hofmann »), Wien, Berlin, 1919.
- Jacques Le Rider, « Jeune Vienne (Bahr,Schnitzler) » (Article), dans Dictionnaire du monde germanique, sous la direction de É. Décultot, M. Espagne et J. Le Rider, Paris, Bayard, 2007  (ISBN 9782227476523)